# Fun with Dick and Jane (2005)
Fun with Dick and Jane is een Amerikaanse speelfilm uit 2005 onder regie van Dean Parisot. De productie is een remake van de gelijknamige film uit 1977.
Fun with Dick and Jane is een satire op een aantal financiële schandalen bij Amerikaanse bedrijven, zoals Enron en Woldcom waarbij het management door fraude de boekcijfers te rooskleurig voorstelde. Dat resulteerde in de ondergang van de bedrijven en het ontslag van de medewerkers. Omdat in Amerika de pensioenfondsen gerelateerd zijn aan de bedrijven, verloren ook veel medewerkers hun pensioen.

## Verhaal
Dick (Jim Carrey) wordt na zijn promotie de nieuwe VP communicatie. Zijn eerste klus: commentaar leveren op de wat tegenvallende kwartaalcijfers in een financieel tv-programma. Zijn vrouw Jane (Téa Leoni) heeft hij net gevraagd om haar baan op te zeggen. De cijfers vallen wel erg tegen: het bedrijf gaat tijdens het programma failliet.
Dick staat op straat en er blijft hem en Jane weinig bespaard. Zelfs het gazon wordt opgeëist. Dick probeert van alles om zijn gezin - zijn vrouw en zoontje - de ellende te besparen, maar alles mislukt. Omdat in Amerika de sociale voorzieningen erg karig zijn, hebben ze uiteindelijk maar één keus: het geld stelen van de rijken en schenken aan de armen: zichzelf.